# Yarkand-Hase
Der Yarkand-Hase (Lepus yarkandensis) ist eine Säugetierart aus der Gattung der Echten Hasen innerhalb der Hasenartigen. Er ist im Tarimbecken des im Nordwesten der Volksrepublik China gelegenen Autonomen Gebietes Xinjiang endemisch.

## Merkmale
Der Yarkand-Hase ist eine kleine Art der Hasen mit einer Körperlänge zwischen 28,5 bis 43 Zentimeter und einem Gewicht von 1,1 bis 1,9 Kilogramm. Der Kopf, der Körper und auch die Oberseite des Schwanzes sind einfarbig sandfarben mit einem rosa Einschlag im Sommer. Die Körperseiten sind gelblich-sandfarben und die Bauchseite ist weiß. Anders als andere Hasenarten besitzt er keine eingestreuten schwarzen Haare am Schwanz. Die langen Ohren besitzen ebenfalls keine schwarze Spitze. Die größte Ähnlichkeit besteht mit dem Kaphasen (Lepus capensis).

## Verbreitung

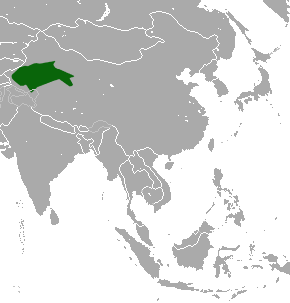
Verbreitungsgebiet des Yarkand-Hasen

Das Verbreitungsgebiet des Yarkand-Hasen ist auf das Tarimbecken des chinesischen Xinjiang beschränkt. Das Areal der Art bildet einen Ring um die Taklamakan-Wüste, da die Tiere von der Vegetation und damit der Feuchte der von den Bergen kommenden Flüsse abhängig sind.
Der bevorzugte Lebensraum sind Pappelforste, Tamariskenbestände und strauchige Gebüsche entlang der Flüsse, landwirtschaftlich genutzte Flächen meidet er.

## Lebensweise
Der Yarkand-Hase ist überwiegend nachtaktiv mit der Hauptaktivität am frühen Morgen und nach Sonnenuntergang, er kann jedoch auch tagsüber beobachtet werden. Er ernährt sich vor allem von Gräsern und Kräutern, aber auch von Feldfrüchten und kann daher lokal Schäden an Melonenpflanzungen verursachen. Er errichtet flache Mulden in der Vegetation unter Gebüschen. An Wasserstellen können mehrere Individuen gleichzeitig beobachtet werden.
Über die Fortpflanzung liegen nur wenige Daten vor. Die Paarungszeit reicht vom Februar wahrscheinlich bis in den September. Im Jahr kommt es zu zwei bis drei Würfen, die Würfe umfassen zwei und fünf Jungtiere.

## Systematik
Der Yarkand-Hase wird als eigenständige Art den Echten Hasen (Gattung Lepus) zugeordnet. Unterarten sind nicht beschrieben.

## Gefährdung und Schutz
Der Yarkand-Hase wird vor allem aufgrund seines Fells und Fleisches bejagt, zwischen 1958 und 1981 wurden jährlich etwa 10.000 Tiere geschossen und Felle produziert. Obwohl der Hase regional nicht selten ist, wird angenommen, dass der Bestand in den letzten Jahren vor allem aufgrund der Lebensraumveränderung durch die zunehmende landwirtschaftliche Nutzung moderat um etwa 30 % zurückgegangen ist. Der Genfluss zwischen den einzelnen Populationen ist aufgrund der zunehmenden Isolierung auf Inselhabitate nur noch gering.
Die Art wird von der International Union for Conservation of Nature and Natural Resources (IUCN) aufgrund des relativ großen Verbreitungsgebietes noch als Art der Vorwarnliste („near threatened“) eingestuft. Konkrete Daten zur Bestandsentwicklung liegen jedoch nicht vor.